# Hermann Pernsteiner
Hermann Pernsteiner (né le 7 août 1990 à Oberwart) est un coureur cycliste autrichien.

## Biographie
Hermann Pernsteiner se consacre au cyclisme sur route à partir de 2016 en rejoignant l'équipe continentale Amplatz-BMC, au mois de juin. Il y réalise d'excellents débuts, en terminant dix-septième du Tour de Slovénie puis sixième du Tour d'Autriche, pour ses deux premières courses UCI sur route.
En juin 2022, comme son équipier Gino Mäder, Pernsteiner ne prend pas le départ de la cinquième étape du Tour de Suisse en raison de « problèmes gastro-intestinaux ». Le lendemain, les deux coureurs font partie des membres de l'équipe Bahrain Victorious ayant un test positif au SARS-CoV-2, ce qui amène cette formation à quitter l'épreuve.
Il s'engage pour 2024 avec l'équipe Felt-Felbermayr.

## Palmarès sur route

### Par année
- 2015
  - 2e du championnat d'Autriche de la montagne
- 2017
  - Classement général du Tour d'Azerbaïdjan[n 1]
- 2018
  - Grand Prix de Lugano
  - 2e du Tour du Japon
  - 2e du Tour d'Autriche
- 2020
  - 10e du Tour Down Under
  - 10e du Tour d'Italie
- 2024
  - Champion d'Autriche de la montagne[3]
  - 2e du Tour de Grèce

### Résultats sur les grands tours

#### Tour d'Italie
1 participation
- 2020 : 10e

#### Tour d'Espagne
2 participations
- 2018 : non-partant (18e étape)
- 2019 : 15e

### Classements mondiaux
| Année                                 | 2016  | 2017 | 2018 | 2019 | 2020 | 2021 | 2022 | 2023 |
| ------------------------------------- | ----- | ---- | ---- | ---- | ---- | ---- | ---- | ---- |
| UCI World Tour                        | nc    | nc   | 203e |      |      |      |      |      |
| Classement mondial                    | 1113e | 539e | 125e | 320e | 121e | 497e | 293e | 838e |
| UCI Europe Tour                       | 753e  | 301e | 67e  | 263e | 100e | 401e | 235e | nc   |
| UCI Asia Tour                         | nc    | nc   | 88e  |      |      |      |      |      |
|                                       |       |      |      |      |      |      |      |      |
| Légende : nc = non classéSource : UCI |       |      |      |      |      |      |      |      |

## Palmarès en VTT

### Championnats d'Autriche
- 2012
  - 2e du cross-country espoirs
- 2014
  - 3e du cross-country
- 2017
  - 2e du cross-country marathon
- 2024
  -  Champion d'Autriche de cross-country marathon